# Canadas flag
Canadas flag er rødt med et hvidt kvadrat i midten som indeholder et stiliseret 11-takket lønneblad (sukkerløn-blad). I Canada kaldes flaget for Maple Leaf Flag (og på fransk l'Unifolié).
Under en lang periode i Canadas historie havde man Union Jack som flag. I store dele af det 20. århundrede pågik en debat om hvorvidt man skulle bytte flag, og i så fald hvordan det nye flag skulle se ud. Fra 1940'erne og frem afholdtes flere konkurrencer for at få valgt et nyt flag. Men først i 1964 kom der for alvor fart på debatten og d. 22. oktober 1964 besluttede det canadiske parlament at indføre det nuværende flag som var designet af George Stanley. Dronning Elizabeth II antog officielt flaget d. 15. februar 1965.
Siden 1921 har rød og hvid været Canadas "officielle farver" efter at Kong George V af Storbritannien (og Canada) erklærede at rød stammer fra Englands Skt. Georges kors, og hvid fra Frankrigs kongelige våben siden Karl 7. Ahornbladet har længe været et af Canadas nationalsymboler.

## Andre nationalflag
- Kongeflag
- Kronprins Williams flag
- Generalguvernørens flag

- Væbnede styrkers flag
- Hærens flag
- Flådens flag
- Luftvåbnets flag

- Wikimedia Commons har flere filer relateret til Canadas flag

| Flag | Spire Denne artikel om flag eller vexillologi er en spire som bør udbygges. Du er velkommen til at hjælpe Wikipedia ved at udvide den. |